# Callidium vandykei
Callidium vandykei là một loài bọ cánh cứng trong họ Cerambycidae.